# Петросян, Сурен Мартиросович
Сурен Мартиросович Петросян (арм. Սուրեն, Մարտիրոսի Պետրոսյան), (1925, Армения — 2004, Ереван) — советский хозяйственный, государственный и политический деятель, Герой Социалистического Труда.

## Биография
Родился в 1925 году. Член ВКП(б).
С 1945 года — на хозяйственной, общественной и политической работе. В 1945—1990 гг. — рабочий завода, бригадир аппаратчиков завода синтетического каучука имени С. М. Кирова города Еревана Управления химической промышленности при Совете Министров Армянской ССР.
Указом Президиума Верховного Совета СССР от 22 февраля 1966 года за большие заслуги в отечественной химической промышленности Сурену Мартиросовичу Петросяну присвоено звание Героя Социалистического Труда с вручением ордена Ленина и золотой медали «Серп и Молот».
Избирался депутатом Верховного Совета СССР 6-го, 7-го, 10-го созывов, Верховного Совета Армянской ССР 11-го созыва.
Умер в 2004 году в Ереване.

## Награды
- Герой Социалистического Труда (22.02.1966).
- Орден Ленина (22.02.1966).
- Медаль «За трудовое отличие» (10.11.1953).
- Почётный гражданин Еревана (1983).